# Santaloides simplicifolium
Santaloides simplicifolium là một loài thực vật có hoa trong họ Connaraceae. Loài này được (Blume) Kuntze miêu tả khoa học đầu tiên năm 1891.